# Suobbat
Suobbat, även Suppatsjaur är en  by i sydligaste delen av Gällivare kommun i Lappland. Närmaste byar är Storsaivis som ligger cirka 2,5 kilometer sydöst om Suobbat och Vuottas som ligger cirka 7 kilometer väst-sydväst om Suobbat.
Suobbat ligger på Suobbatträskets (282 m ö.h.) norra sida och vid berget Suobbatvares södra fot. Byn var sedan gammalt en del av Flakaberggruppen inom Gällivare skogssameby. Ortnamnet betyder Snöbron.
Byn förbinds via en enskild väg till länsväg BD 813, som går söder om byn. Postadressen till Suobbat är 956 98 LANSJÄRV. Vid folkräkningen 1890 hade byn 22 invånare och i augusti 2016 fanns det enligt Ratsit 1 person över 16 år registrerad med Suobbat som adress.